# English Premier Ice Hockey League 2014/15
Die Saison 2014/15 war die 17. Austragung der English Premier Ice Hockey League. Die Peterborough Phantoms gewannen den Play-off-Titel, während die Telford Tigers die reguläre Saison als Erster beendeten.

## Modus und Teilnehmer
An der zweithöchsten Liga nehmen ausschließlich englische Mannschaften teil. Es wurden drei Runden, jeweils mit Hin- und Rückspiel gespielt. Die Slough Jets traten in dieser Saison nicht mehr an, so dass nur noch neun Mannschaften am Start waren.

### Kreuztabelle
In der Liga wurden drei Runden mit Hin- und Rückspiel gespielt.

## Abschlusstabelle
| Platz | Mannschaft              | Spiele | S  | SO/P | NO/P | N  | Tore    | Punkte |
| ----- | ----------------------- | ------ | -- | ---- | ---- | -- | ------- | ------ |
| 1     | Telford Tigers          | 48     | 36 | 3    | 3    | 6  | 226:119 | 81     |
| 2     | Guildford Flames        | 48     | 25 | 5    | 4    | 14 | 177:144 | 64     |
| 3     | Basingstoke Bison       | 48     | 24 | 4    | 5    | 15 | 170:155 | 61     |
| 4     | Peterborough Phantoms   | 48     | 21 | 6    | 2    | 19 | 167:163 | 56     |
| 5     | Swindon Wildcats        | 48     | 24 | 4    | 0    | 20 | 172:150 | 56     |
| 6     | Manchester Phoenix      | 48     | 17 | 4    | 7    | 20 | 179:165 | 49     |
| 7     | Milton Keynes Lightning | 48     | 16 | 2    | 6    | 24 | 152:186 | 42     |
| 8     | Sheffield Steeldogs     | 48     | 12 | 6    | 2    | 28 | 150:203 | 38     |
| 9     | Bracknell Bees          | 48     | 7  | 0    | 5    | 36 | 108:216 | 19     |

Legende: S–Siege, SO/P–Siege nach Overtime oder Penalty, NO/P–Niederlage nach Overtime oder Penalty, N–Niederlage

## Play-offs
Die Spiele der ersten Play-off-Runde wurden im Modus mit Hin- und Rückspielen durchgeführt. Sie fanden vom 27. bis zum 29. März 2015 statt. Die erstgenannte Mannschaft hatte zuerst Heimrecht.

## Final Four
Die entscheidenden Spiele der Saison werden in einem Finalturnier am 4. und 5. April 2015 in Coventry ausgetragen.
Halbfinale
| 4. April 2015 13:00 | Telford Tigers Maxim Birbrajer (11:14) Richard Plant (41:56) | 2:4 (1:2, 0:1, 1:1) Spielbericht | Peterborough Phantoms Slava Koulikov (1:56) Luke Ferrara (19:58) Darius Pliskauskas (30:42, 57:09) | Skydome Arena, Coventry |

| 4. April 2015 17:00 Uhr | Milton Keynes Lightning Curtis Huppe (8:49, 26:48) Lewis Hook (11:04) Christopher Wiggins (46:34) | 4:7 (2:2, 1:3, 1:2) Spielbericht | Manchester Phoenix Shaun Thompson (2:47, 9:17) Robin Kovar (21:02, 36:59) Adam Walker (39:18) Frantisek Bakrlik (59:11) James Archer (59:22) | Skydome Arena, Coventry |

Finale
| 5. April 2015 | Peterborough Phantoms Milan Baranyk (2:13, 13:17) Scott Robson (4:05) Marc Levers (52:33) James Ferrara (59:21) | 5:2 (3:1, 0:1, 2:0) Spielbericht | Manchester Phoenix James Archer (18:15) Frantisek Bakrlik (37:59) | Skydome Arena, Coventry |